# Kloster Beaupré (Lorraine)
Das Kloster Beaupré (Bellum pratum) – nicht zu verwechseln mit dem Kloster Beaupré in der Picardie und den Nonnenabteien Beaupré in Flandern und Beaupré-sur-la-Lys – ist eine ehemalige Zisterzienserabtei in der Gemeinde Moncel-lès-Lunéville im Département Meurthe-et-Moselle, Region Grand Est, in Frankreich. Es liegt rund 5 km südöstlich von Lunéville.

## Geschichte
Das auch als herzogliche Grabstätte genutzte Kloster wurde 1130 von Folmar von Lunéville und seiner Frau Mathilde von Dabo in einer wiesenreichen Gegend nahe dem Fluss Meurthe gegründet. Es gehörte als Tochterkloster von Kloster Morimond dessen Filiation an. Es erwarb durch Stiftungen der Grundherren der Gegend einigen Wohlstand. Das Kloster errichtete zahlreiche Grangien wie Bétaigne, Champel, Les Aboues, Relécourt, Doncourt, Boleu, Borville, Martinbois, les Bordes, Einvaux, Bezange, Froide-Fontaine und die völlig verschwundenen Olzée, la Fontaine und Mattecourt. Das im 16. und 17. Jahrhundert mehrfach geplünderte Kloster fiel schließlich in Kommende und nahm 1710 die Reform des Klosters Orval an. Während der Französischen Revolution wurde das Kloster 1790 aufgelöst. 1796 richtete ein Brand großen Schaden an.

## Bauten und Anlage
Das Kloster wurde im 18. Jahrhundert umgebaut. Erhalten sind das Torhaus und das auf Kellergewölben errichtete Krankenhaus in einem Gehöft, weiter Mauerreste der Klosteranlage. Die Orgel ist in die Pfarrkirche von Vézelise gelangt.